# Cullenia
Cullenia là một chi thực vật có hoa thuộc họ Malvaceae (trước đây được xếp thuộc họ Bombacaceae). Chúng sống chủ yếu ở Ấn Độ và Sri Lanka.
Tên của chi này được đặt theo tướng quân William Cullen (1785–1862), một nhà bào trợ nhiệt thành cho ngành sinh vật học

## Danh sách loài
- Cullenia ceylanica
- Cullenia excelsa (sync. Cullenia exarillata)
- Cullenia rosayroana